# Триангулация
Триангулацията е метод в тригонометрията и елементарната геометрия, за определяне на разстоянието до обекти, като се използва геометрията на триъгълниците.
При метода на триангулацията разстоянието до дадена точка се изчислява, като се измери разстоянието между две референтни точки и ъглите между обекта и правата, образувана от тези точки. При този метод търсеното разстояние е височина в триъгълник, образуван от дадената точка и другите две известни референтни точки. За определяне на това разстояние се използват синусовата, косинусовата и Питагоровата теореми, както и свойството, че сумата на ъглите в триъгълниците е 180°, с което е възможно прилагането на известни тригонометрични зависимости. Така например разстоянието от брега до кораба при известни {\displaystyle l}, {\displaystyle {\alpha }}, {\displaystyle {\beta }} може да се изчисли с формулата:
{\displaystyle l={\frac {d}{\tan \alpha }}+{\frac {d}{\tan \beta }}},
откъдето
{\displaystyle d=l\,/\,({\tfrac {1}{\tan \alpha }}+{\tfrac {1}{\tan \beta }})={\frac {l}{\mathrm {cotg} \,\alpha +\mathrm {cotg} \,\beta }}}
Триангулацията е използвана за първи път 600 г. пр.н.е. в Древна Гърция от Талес за изчисляване разстоянието от брега до кораб в морето. Този метод се използва и днес в много области като геодезията, топографията, навигацията, астрономията, метрологията и др.

## Триангулачни точки в геодезията
Измерването за установяване разположението на отделни елементи от земния релеф и ситуация може да се извърши чрез създаването на топографски планове и карти. Тяхното създаване изисква наличието на опорни точки с точно определено взаимно положение върху една приета проекционна равнина. Когато площите са твърде големи (напр. територията на България), тези точки се наричат триангулачни (тригонометрични) точки. Триангулацията е метод в геодезията, посредством който определянето на координатите на точки от повърхността на земята се осъществява чрез свързването им в мрежа от триъгълници, наричана триангулачна (тригонометрична) мрежа. Така с понятието триангулация в геодезията се обхваща дейността по полагане, сигнализиране, измерване и изчисление на координати и височини на точките от тази мрежа.
Идеята за създаването на триангулацията е дадена от холандеца Снелиус (Snellius) през 1617 г. Той полага мрежа от триъгълници, за да определи дължината на дъга от меридиан и така да се изчисли размера на земята. Реализирането на триангулацията почива на известните тригонометрични закони и възможността лесно и точно да се измерят ъглите в една мрежа от триъгълници. При измерването на ъглите и точно измерване на една страна (наричана база) с линейни измервателни средства, последователно се изчисляват страните на триъгълниците, а след това и правоъгълните координати в приета равнинна правоъгълна координатна система.
За реализирането на точна геодезическа опорна мрежа е приет принципа „от голямото към малкото“, т.е. изработва се триангулачна мрежа с възможно най-дълги страни и покриваща територията на България. Обикновено страните в триангулачната мрежа са от 2 до 25 km.

## Триангулачна мрежа
Създаването на триангулачни точки с най-дълги страни в мрежата оформят триангулачна мрежа I клас. В тази мрежа се включват точките от триангулачните мрежи II, III, IV, V, VI клас. Така за сметка на приемлива точност с по-ниско разрядната триангулачна мрежа се достига до гъстота от 0,8 до 1,5 km помежду им, което е достатъчно за създаване на едромащабни планове 1:2000, 1:1000, 1:500. Триангулацията I, II и III клас се нарича държавна триангулация. Тя е основната. Триангулацията от по-нисък клас е второстепенна и се нарича местна (в някои страни се нарича кадастрална).
Определянето на триангулачните точки в мрежата се определя чрез т. нар. геодезически засечки – засечка напред (наричана още права засечка), странична засечка, засечка назад и засечка по Ханзен или Ханзенова задача. Всички тези методи за определяне координати теоретично са разработени и позволяват постигане на високоточно изчисление на положение и височина.
Триангулачните точки се използват като опорни при различни видове геодезични измервания, за създаване на опорни полигонови мрежи, така широко приложими при всички методи за измерване и създаване на топографски карти и планове.
Триангулачните точки от триангулачната мрежа се маркират трайно върху земната повърхност, в т. ч. с полагането на маркер и под земята, в случай че бъде премахнат видимия каменен или бетонен блок над земята. Над тях се монтира стабилна дървена или метална веха, популярна още с наименованието пирамида. Средната ѝ вертикална част е поставена точно над центъра, маркиран с дупка върху каменното блокче и с отвес, поставена точно вертикално, за да позволи визирането от далечно разстояния. Габаритите ѝ се описват в карнет, за да се ползва вертикалният ъгъл от измерването и за височинна оценка по метода за тригонометрична нивелация.

## Математическа основа за изчисления в геодезията
Теорията на триангулацията се използва при създаването на опорната мрежа в геодезията. На практика с т. нар. геодезически засечки, от точките върху земната повърхност A, B и C може да се визират хоризонталните и вертикалните ъгли между трите точки и точно да се дефинират хоризонталните ъгли {\displaystyle {\alpha }}, {\displaystyle {\beta }}{\displaystyle {\gamma }}, а страната AB приета за база, да се измери със стандартни средства за линейни измервания. Измерването на вертикалните (зенитни) ъгли служи за определяне на надморските височини на разглежданите триангулачни точки. С това се реализира т. нар. тригонометрична нивелация.
Разстоянието RC може да се изчисли с прилагането на синусовата теорема чрез ъглите и страна в един триъгълник:
{\displaystyle {\frac {\sin \alpha }{BC}}={\frac {\sin \beta }{AC}}={\frac {\sin \gamma }{AB}}}
При измерено и известно AB, то AC и BC ще бъдат:
{\displaystyle AC={\frac {AB\cdot \sin \beta }{\sin \gamma }}\qquad BC={\frac {AB\cdot \sin \alpha }{\sin \gamma }}}
RC може да се изчисли като се използва sin функция на ъгъл α, и sin на ъгъл β:
{\displaystyle RC=AC\cdot \sin \alpha \qquad }
{\displaystyle \qquad RC=BC\cdot \sin \beta }
или
{\displaystyle RC={\frac {AB\cdot \sin \alpha \cdot \sin \beta }{\sin \gamma }}}
Като се знае, че сумата на ъглите в един триъгълник е 180°, то ъгъл γ = 180 − α − β. Като се знае, че sin(γ)=sin(α+β), то формулата ще има вида:
{\displaystyle RC={\frac {AB\cdot \sin \alpha \cdot \sin \beta }{\sin(\alpha +\beta )}}}
В тази формула може да се използва тригонометричната зависимост sin(α + β) = sin α cos β + cos α sin β.

### Други зависимости
Разстоянието MC от средната точка C на правата AB, както и разстоянието MR, се определят с използването на Питагоровата теорема.
{\displaystyle MR=AM-RB=\left({\frac {AB}{2}}\right)-\left(BC\cdot \cos \beta \right)}
{\displaystyle MC={\sqrt {MR^{2}+RC^{2}}}}